# Union Jack (SUA)

Naval Jack, 1960–1975, 1977–2002, 2019–.

Union Jack (Geacul Uniunii) sau Naval Jack (Geacul Naval)' sau US Navy Jack (Geacul Fortelor Navale ale Statelor Unite), reprezentând partea din stânga sus a steagului Statelor Unite ale Americii, conținând 50 de stele albe pe un fond de albastru ultramarin, numită și Union, a fost folosită ca steag oficial al Fortelor Navale (Militare) ale Statelor Unite între 1960 și 2002.
US Navy Jack, corespunzând numărului de state componente ale Uniunii, variind între 13 și 50, a fost steagul arborat de toate navele Fortelor Navale (Militare) ale Statelor Unite într-o perioadă mult mai lungă de timp, între 14 iulie 1777 și 11 septembrie 2002, cu excepția unei scurte perioade dintre 13 octombrie 1975 și 31 decembrie 1976, care a fost legată de sărbătorirea bicentenarului Statelor Unite și ale Fortelor Navale ale Statelor Unite, când a fost substituit de primul Geac al Fortelor Navale ale Statelor Unite.
| Număr de stele | Design                        | Date generale despre varianta steagului | Note                                                                                        |
| -------------- | ----------------------------- | --------------------------------------- | ------------------------------------------------------------------------------------------- |
| (0)            | [ 1 ]                         | 8 ianuarie 1776 – 14 iunie 1777         | Acuratețea istorică a primului US Navy Jack nu a fost confirmată, vedeți First US Navy Jack |
| 13             |                               | 14 iunie, 1777–1 mai, 1795              |                                                                                             |
| 15             |                               | 1 mai, 1795–3 iulie, 1818               |                                                                                             |
| 20             |                               | 4 iulie, 1818–3 iulie, 1819             |                                                                                             |
| 21             |                               | 4 iulie, 1819–3 iulie, 1820             |                                                                                             |
| 23             |                               | 4 iulie, 1820–3 iulie, 1822             |                                                                                             |
| 24             |                               | 4 iulie, 1822–3 iulie, 1836             |                                                                                             |
| 25             |                               | 4 iulie, 1836–3 iulie, 1837             |                                                                                             |
| 26             |                               | 4 iulie, 1837–3 iulie, 1845             |                                                                                             |
| 27             |                               | 4 iulie, 1845–3 iulie, 1846             |                                                                                             |
| 28             |                               | 4 iulie, 1846–3 iulie, 1847             |                                                                                             |
| 29             |                               | 4 iulie, 1847–3 iulie, 1848             |                                                                                             |
| 30             |                               | 4 iulie, 1848–3 iulie, 1851             |                                                                                             |
| 31             |                               | 4 iulie, 1851–3 iulie, 1858             |                                                                                             |
| 32             |                               | 4 iulie, 1858–3 iulie, 1859             |                                                                                             |
| 33             |                               | 4 iulie, 1859–3 iulie, 1861             | Războiul civil american                                                                     |
| 34             |                               | 4 iulie, 1861–3 iulie, 1863             | Războiul civil american                                                                     |
| 35             |                               | 4 iulie, 1863–3 iulie, 1865             | Războiul civil american                                                                     |
| 36             |                               | 4 iulie, 1865–3 iulie, 1867             |                                                                                             |
| 37             |                               | 4 iulie, 1867–3 iulie, 1877             |                                                                                             |
| 38             |                               | 4 iulie, 1877–3 iulie, 1890             |                                                                                             |
| 43             |                               | 4 iulie, 1890–3 iulie, 1891             |                                                                                             |
| 44             |                               | 4 iulie, 1891–3 iulie, 1896             |                                                                                             |
| 45             |                               | 4 iulie, 1896–3 iulie, 1908             |                                                                                             |
| 46             |                               | 4 iulie, 1908–3 iulie, 1912             |                                                                                             |
| 48             |                               | 4 iulie, 1912–3 iulie, 1959             |                                                                                             |
| 49             |                               | 4 iulie, 1959–3 iulie, 1960             |                                                                                             |
| 50             |                               | 4 iulie, 1960—12 octombrie 1975         |                                                                                             |
| 50             | 1 ianuarie 1977—11 sept. 2002 |                                         |                                                                                             |
| (0)            | First Navy Jack               | 13 octombrie 1975—31 decembrie 1976     |                                                                                             |
| (0)            | First Navy Jack               | 11 septembrie, 2002—                    |                                                                                             |